# Рацемична смес
Рацемичната смес (още рацемат) е оптично неактивна форма, състояща се от еквимолекулни количества от двата оптични антипода на едно оптично активно съединение. За разлика от оптично активните форми, рацемичната смес изкристализира в холоедрични кристали, трайни само в твърдо състояние. В разтвори или пари се разлагат до съответните оптични антиподи.